# Beca József
Beca József  (Munkács, 1929. november 6. – Munkács, 2011. február 24.) olimpiai bajnok, magyar nemzetiségű ukrán és szovjet labdarúgó, edző.

## Pályafutása

### Játékosként
1946-ban kezdte pályafutását az amatőr Bilsevik csapatában. 1947 és 1950 között az ungvári Szpartak csapatát erősítette. 1950-ben behívták katonának, ekkor a GBO Sztaniszlavov csapatában játszott. 1951-ben a csapat feloszlott, Beca pedig az OD Lvov együtteséhez került. Innen a CSZKA Moszkvához igazolt. 1955. október 23-án mutatkozott be a szovjet válogatottban Franciaország ellen. A melbourne-i olimpián az Indonézia elleni mérkőzésen lépett pályára. 1958-ban egy súlyos sérülés vetett véget pályafutásának.

### Edzőként
1961-től 1975-ig kis megszakításokkal a SKA-Rostov-on-Don csapatánál dolgozott. 1969 és 1970 között a SKA Lvov csapatát edzette. 1972 és 1973 között pedig a lengyel PGW-nél edzősködött. 1976-tól két évig a Metalurg Zaporizzsja gárdájánál dolgozott, majd az Ararat Jerevánhoz került. 1982-ben a Kajrat Almati trénere volt. Ezután megfordult a SKA Odesszánál is. 1990-ben a SKA-Rostov-on-Don csapatánál fejezte be edzői pályafutását.

## Sikerei, díjai
- Olimpiai játékok
  - aranyérmes: 1956, Melbourne
- Szovjet kupa
  - győztes: 1955
- A szovjet sport mestere: 1961
- 1997. október 22-én Munkács díszpolgárává választották.[1]